# تپه داغلان ۲
تپه داغلان ۲ مربوط به دوران‌های تاریخی پس از اسلام است و در شهرستان تاکستان، روستای داغلان واقع شده و این اثر در تاریخ ۲۵ اسفند ۱۳۷۸ با شمارهٔ ثبت ۲۶۳۳ به‌عنوان یکی از آثار ملی ایران به ثبت رسیده است.